# Dragon Age: Inquisition
Dragon Age: Inquisition è un videogioco action RPG sviluppato da BioWare e pubblicato da Electronic Arts nel 2014.
Sequel di Dragon Age: Origins e di Dragon Age II, è il terzo capitolo della serie Dragon Age. Il videogioco è stato distribuito a partire dal novembre 2014 per Microsoft Windows e PlayStation 3, PlayStation 4, Xbox 360 e Xbox One.
Dragon Age: Inquisition ha ricevuto l'approvazione della critica per la trama, i doppiatori, la colonna sonora, le ambientazioni dettagliate e le modalità di combattimento ottenendo il premio del "Miglior Gioco dell'Anno 2014".

## Trama
Essendo sviluppo degli avvenimenti accaduti in Dragon Age II, il capitolo precedente di Dragon Age: Inquisition riporta un Thedas, il continente dove si svolge tutto il gioco, nel caos più assoluto: la guerra tra Templari e Maghi, scoppiata con l'esplosione di Kirkwall e lo scioglimento dei Circoli dei Magi da parte della Prima Incantatrice Fiona, causa enormi devastazioni in gran parte del continente; la Guerra Civile Orlesiana sta indebolendo sempre più l'Orlais, la più grande e potente nazione umana, e vede contrapposti l'imperatrice in carica Celene e il granduca Gaspard de Chalons, il legittimo erede al trono.
Contravvenendo agli ordini di continuare gli scontri con i maghi, la Cercatrice della Verità e Mano Destra della Divina Cassandra Pentaghast esce dall'ordine e rifonda, su mandato della Divina Justinia, l'Inquisizione, l'antico braccio armato della Chiesa soppresso per la sua troppa violenza, con lo scopo di cercare di mettere fine al caos dilagante. La successiva mossa della Divina Justinia è quella di convocare al Tempio delle Sacre Ceneri, sito sacro sulle Montagne Gelide del Ferelden dove sono tumulate le ceneri della profetessa Andraste, le parti in conflitto. Ma non appena i rappresentanti dei Templari, dei Maghi e della Chiesa giungono sul luogo accade l'impensabile: si apre un enorme squarcio in cielo che rade al suolo il Tempio, uccide la gran parte dei partecipanti al Concilio (tra cui la Divina) e permette ai demoni di entrare nel mondo reale: si scopre, infatti, che quel Varco è una porta tra il mondo dei mortali e l'Oblio.
L'unico sopravvissuto all'esplosione, pur avendo perso il ricordo degli eventi, è il giocatore che, uscito da un piccolo squarcio dell'Oblio, si ritrova sulla mano il Marchio che permette di chiudere gli squarci stessi. Essendo l'unico superstite, Cassandra sospetta che sia proprio il giocatore ad essere responsabile di quella tremenda devastazione che ha eliminato i vertici della Chiesa e ha fatto esplodere ancora più violentemente il conflitto tra Maghi e Templari e allo scopo di interrogarlo lo fa trasportare a Haven, il villaggio ai piedi del Tempio. Quando però Cassandra apprende lo scopo del Marchio arruola il giocatore nell'Inquisizione, già composta dalla diplomatica antivana Josephine Montilyet, dal comandante ex templare Cullen e dal capospia Leliana. Haven viene eletta base della neonata organizzazione, che ora si prefigge lo scopo di chiudere il Varco e trovare il responsabile di tale evento.
Dopo essersi rivolta alla Chiesa di Val Royeaux, che considerava l'Inquisizione una setta eretica adorante l'Araldo di Andraste (soprannome affibbiato al personaggio principale dalla popolazione), l'Inquisizione si rivolge a Maghi e Templari in cerca di aiuto per chiudere il Varco: in base alla scelta del giocatore l'Inquisizione si alleerà con i Maghi Ribelli, guidati dalla Prima Incantatrice Fiona e dal magister del Tevinter Alexius con sede nel villaggio fereldiano di Redcliffe, o con i Templari,  alla Ridotta di Therinfall. Con l'aiuto dei suoi nuovi alleati il giocatore riesce a chiudere il Varco apertosi sulle Montagne Gelide. Durante le celebrazioni per la vittoria appena ottenuta, Haven è presa alla sprovvista dall'arrivo di un imponente esercito guidato da Corypheus, uno degli antichi magister del Tevinter che cercarono di entrare nella Città Dorata del Creatore e che, secondo il Canto della Luce professato dalla Chiesa, sono la causa della nascita dei Prole Oscura. Questi rivela al protagonista che il Marchio che ha sulla mano è un'ancora che permette a chi la possiede di entrare fisicamente nell'Oblio; tenta così di togliergliela ma non riesce nell'intento: con una rapida mossa l'Araldo riesce a scagliare un masso con un trabucco contro le pareti delle montagne circostanti e un'imponente slavina devasta l'esercito non colpendo però Corypheus, che riesce a fuggire in tempo con l'aiuto di un drago ai suoi comandi.

Schermata di gioco nella versione per Microsoft Windows

Dopo aver vagato a lungo nella neve, il protagonista raggiunge, esausto e intirizzito i superstiti della battaglia, scappati dal villaggio grazie ad un passaggio segreto. Il ritorno dell'Araldo viene considerato un miracolo, rafforzando ancora di più l'idea di un mandato divino affidato da Andraste stessa. L'elfo eretico Solas rivela all'Araldo la possibilità di occupare un'antica roccaforte abbandonata tra le Montagne Gelide, Skyhold. Qui quest'ultimo viene eletto a capo dell'organizzazione con il titolo di Inquisitore: in questa occasione il giocatore potrà scegliere in che direzione orientare l'organizzazione, se adottare il pugno di ferro o assumere un atteggiamento più diplomatico e dialogante. Per prima cosa l'Inquisitore indaga sulla scomparsa dei Custodi Grigi: con l'aiuto del Campione di Kirkwall Hawke, protagonista del secondo gioco della serie, scopre che i Custodi, per via del loro stretto legame con i Prole Oscura (nel rito di iniziazione all'ordine, infatti, sono costretti a berne il sangue) sono stati manipolati da Corypheus, essendo lui stesso un Prole Oscura. La seconda decisione che prende è quella di cercare nuovi alleati: rivolge la sua attenzione all'Orlais il cui appoggio, essendo la nazione più potente del Thedas, è fondamentale per la sconfitta di Corypheus. Invitato al Palazzo d'Inverno di Halamshiral, dove si stanno tenendo i colloqui di pace tra Celene, Gaspard e Briala e sventato un tentativo di colpo di stato da parte dei seguaci di Corypheus, il giocatore potrà scegliere con chi allearsi: qualsiasi decisione porterà alla fine della Guerra Civile Orlesiana. Ad Halamshiral incontra Morrigan, personaggio già presente nel primo gioco della serie diventata incantatrice di corte, che deciderà di seguire l'Inquisitore a Skyhold.
Dopo aver pacificato l'Orlais, l'Inquisizione si dedica ai Custodi Grigi: l'esercito dell'Inquisitore prende quindi d'assedio la loro roccaforte orlesiana di Adamant. Una nuova esplosione porta fisicamente l'Inquisitore nell'Oblio, in cui entra grazie all'Ancora: qui, con l'aiuto di uno spirito dalle sembianze della Divina Justinia, recupera i ricordi degli avvenimenti del Tempio delle Sacre Ceneri: ricorda quindi di essere irrotto in un salone del Tempio in cui Corypheus, con l'aiuto forzato dei Custodi Grigi e di una magica sfera elfica, stava sacrificando la Divina per aprire un portale verso l'Oblio; ma la Divina, approfittando della distrazione provocata dall'ingresso del futuro Inquisitore, getta la sfera nelle mani del giocatore, provocando il Marchio sulla sua mano e l'esplosione iniziale. Appresi questi eventi, il giocatore, ritornato nel mondo reale può decidere di allearsi con i Custodi Grigi, liberati dall'influenza di Corypheus, o cacciarli dall'Orlais.
Tornato a Skyhold il giocatore viene avvertito da Morrigan che Corypheus sta cercando di impossessarsi dell'Eluvian, un portale elfico magico che permette di attraversare il Velo ed entrare nell'Oblio fisicamente. Arrivato nelle Selve Arboree, l'Inquisitore scopre però che quello che il Nemico cerca è in realtà il Pozzo del Dolore del Tempio di Mythal, che raccoglie tutte le conoscenze dei suoi passati sacerdoti permettendo quindi a chi ne beva l'acqua di conoscere tutti i segreti della magia e della storia elfica ma anche vincolandolo alla volontà della dea. Sconfitto il templare rosso Samson o la Venatori Calpernia, in base alle scelte compiute, se allearsi rispettivamente con i maghi o con i Templari, o Morrigan o l'Inquisitore stesso berranno dal Pozzo del Dolore, vincolandosi a Mythal. Il passo successivo è l'evocazione della dea: invocata al suo altare si scopre che questa è in realtà Flemeth, la Strega delle Selve e madre di Morrigan, anche lei già comparsa nella serie. Grazie alle conoscenze fornite dal Pozzo si apprende che l'unico modo per fermare Corypheus è quello di uccidere il suo drago: se lo si uccide, infatti, si impedisce a Corypheus di passare di corpo in corpo e, quindi, la sua immortalità.
Corypheus non attende di recuperare gli alleati perduti ma sfida l'Inquisitore, anch'egli privo dell'esercito ancora accampato alle Selve Arboree, in un duello alla pari. Dopo aver ucciso il drago, l'Inquisitore può dedicarsi a Corypheus, che sconfigge esiliandolo nell'Oblio per sempre. Durante lo scontro finale, però, la sfera elfica magica che aveva permesso a Corypheus di aprire i Varchi e all'Inquisitore di avere l'Ancora, si frantuma, con grande disperazione di Solas.
L'Inquisizione torna a Skyhold e festeggia per la vittoria ottenuta. Dopo lo scontro finale, però, Solas è scomparso: egli, che in realtà è Fen'Harel, il Temibile Lupo, il dio elfico che aveva relegato tutti gli altri dei del pantheon elfico nell'Oblio, si reca da Flemeth-Mythal che lo ammonisce per aver dato la sua sfera a Corypheus e per non essere riuscito a gestire la situazione. Solas, pentito delle sue azioni, sembra riconoscere di meritare una giusta punizione, ma sostenendo che gli elfi hanno ancora bisogno di lui, abbraccia Flemeth-Mythal e apparentemente la pietrifica, impossessandosi così del suo potere.

## Modalità di gioco
Nella modalità di gioco sono ritornate molte caratteristiche di Dragon Age: Origins, che in questo capitolo vengono unite a quelle introdotte in Dragon Age II. Il protagonista, rispettando la continuazione della serie, è anche in questo titolo un nuovo personaggio personalizzabile, ma questa volta disponibile una razza in più rispetto ad Origins, ovvero, la razza Qunari.. Come nei precedenti capitoli, sono disponibili come classi iniziali il guerriero, il ladro e il mago. Le vaste aree esplorabili, seppur istanziate danno comunque un senso di Open World interessante e riservano anche qualche segreto per i più avvezzi all'esplorazione maniacale.

## Personaggi
L'Inquisitore ha a disposizione un numero di compagni variabile a seconda delle sue scelte, anche se alcuni personaggi sono obbligatoriamente presenti nel gruppo dall'inizio alla fine del gioco. Come nei precedenti capitoli della serie, il giocatore ha la possibilità di intrattenere relazioni con alcuni di loro. Oltre alla cercatrice Cassandra Pentaghast e al nano Varric (entrambi già comparsi in Dragon Age II) e all'elfo mago eretico Solas, i personaggi reclutabili sono:
- Vivienne - maga orlesiana e consigliera dell'imperatrice
- Toro di Ferro - spia qunari, capo di un gruppo di mercenari
- Sera - elfa arciera facente parte del gruppo Jenny La Rossa
- Blackwall - custode grigio solitario
- Dorian - mago proveniente dall'Impero Tevinter
- Cole - spirito della compassione dell'Oblio dotato di una forma corporea

## DLC e contenuti scaricabili
L'acquisto dei cosiddetti "Bioware Points" sul sito ufficiale della software house Bioware consente di scaricare contenuti aggiuntivi (DLC) che ampliano l'esperienza di gioco della campagna ufficiale o che rendono disponibili avventure a sé stanti.
Per PlayStation 3, Xbox 360, PlayStation 4 e Xbox One, invece, è possibile acquistare i contenuti sui rispettivi store.

### L'emporio nero
Stesso DLC pubblicato per Dragon Age II. Scaricandolo, nella mappa comparirà l'Emporio Nero di Kirkwall dove ci si potrà recare per acquistare oggetti, armi e armature molto rare. È stato pubblicato per Xbox 360, Xbox One, PlayStation 3 e PlayStation 4.

### Il bottino dei Qunari
Permette di abbellire la fortezza di Skyhold secondo la dottrina del popolo dei Qunari, ovvero, il Qun. Aggiunge nuove armi, armature, corazze per le cavalcature e molte altre cose.

### Il bottino degli Avvar
Permette di abbellire la fortezza di Skyhold secondo le usanze del popolo degli Avvar. Aggiunge nuove armi, corazze, armature e molte altre cose.

### Le Fauci di Hakkon
Rende disponibile una nuova area e una nuova missione affrontabile in qualunque momento del gioco. È stato pubblicato per Xbox 360, Xbox One, PlayStation 3 e PlayStation 4.

### La Discesa
Rende disponibile una nuova missione nelle Vie Profonde abitate dai Prole Oscura, che si potrà iniziare una volta giunti a Skyhold. È stato pubblicato per Xbox One e PlayStation 4.

### Intruso
Ultimo DLC pubblicato. Ambientato due anni dopo la fine della trama principale e disponibile una volta completata la storia. Viene considerato il "vero" finale del gioco perché mette in chiaro il finale tra Solas e Flemeth. È stato pubblicato per Xbox One e PlayStation 4.

## Edizione speciale
Con l'uscita dell'ultimo DLC "Intruso" a dicembre del 2015 viene pubblicata l'edizione Game of The Year Edition che comprende tutti i DLC più i contenuti aggiuntivi per il multiplayer.

## Ambientazione
Come nei precedenti capitoli, Dragon Age: Inquisition è ambientato nel Thedas, un continente diviso in varie nazioni. Il giocatore potrà esplorare liberamente aree situate nel Ferelden e ad Orlais.
Nel Ferelden:
- Costa Tempestosa, in inglese Storm Coast;
- Crestwood;
- Paludi Desolate, in inglese The Fallow Mire;
- Terre Centrali, in inglese The Hinterlands;
- Haven.

Nell'Orlais:
- Accesso Occidentale, in inglese The Western Approach;
- Distese Sibilanti, in inglese The Hissing Wastes;
- Emprise du Lion;
- Oasi Proibita, in inglese Forbidden Oasis;
- Sacre Pianure, in inglese Exalted Plains;
- Tombe di Smeraldo, in inglese The Emerald Graves;
- Val Royeaux;
- Skyhold.

## Sequel
Durante i The Game Awards 2018 Bioware ha annunciato la produzione del seguito mostrando un breve trailer senza rivelare il titolo ufficiale, mentre il 2 giugno 2022 è stato rivelato che il titolo non sarà Dragon Age 4 bensì Dragon Age: Dreadwolf. Successivamente, il titolo è stato modificato in Dragon Age: The Veilguard.